# Jacques F. Acar
Pour les articles homonymes, voir Acar.
Jacques Fouad Acar, né le 13 avril 1931 à Dakar et mort le 27 mars 2020 à Paris 14e, est un microbiologiste et infectiologue français, spécialiste de la sensibilité et de la résistance aux antibiotiques.

## Études et carrière
Jacques Acar, fils de parents libanais quitte le Sénégal en 1948 pour faire ses études à la Faculté de médecine de Paris. Il obtient son diplôme en 1961 et fait son service militaire comme médecin de terrain en Afrique subsaharienne les trois années suivantes. Il effectue son internat en médecine interne, pédiatrie et maladies infectieuses de 1958 à 1962.

Il est nommé chef de clinique en maladies infectieuses à l'Hôpital Claude Bernard à Paris en 1962.
En 1966, il devient chef du département de microbiologie médicale et des maladies infectieuses à l'Hôpital Saint-Joseph à Paris et le restera jusqu'en 1999.

Parallèlement, il prend la tête du département de microbiologie médicale de l'Hôpital Broussais à Paris à 1973, jusqu'en 1999, et exerce comme professeur de microbiologie médicale à l'université Pierre-et-Marie-Curie de 1973 à 1980.
En 1980, il devient le titulaire de la chaire de microbiologie médicale de l'université Pierre-et-Marie-Curie et assumera cette fonction durant vingt ans. Dans le même temps, au sein de cette université, il sera le chef de l'unité de recherche sur le mécanisme d'action et de résistance aux antimicrobiens.
Consultant pour l'Organisation mondiale pour la santé (OMS), il est président du groupe de travail sur la résistance aux antimicrobiens en 1992 et 1996. Il est rédacteur en chef de Clinical Microbioly and Infections (CMI) de 1995 à 2000. Il est devenu expert auprès de l'Organisation mondiale de la santé animale (OIE) en 1999 et jusqu'à sa mort. En 2015, il fait partie du groupe de travail français sur la résistance aux antimicrobiens au ministère de la Santé (Marisol Touraine).
En 2018, il entreprend de créer avec Garance F. Upham un think tank (AMR Think Do Tank) destiné à la recherche d'implémentation sur la résistance aux antimicrobiens, qui sera lancé en 2019. 
En 2020, après un congrès aux États-Unis, Jacques Acar est hospitalisé le dimanche 22 mars à l’hôpital Saint-Joseph (Paris) et meurt du COVID-19 une semaine plus tard. Sa disparition est saluée par de nombreux hommages dans le monde scientifique, dont plusieurs de ses élèves et le professeur Didier Raoult.
Tout au long de sa carrière, il a été responsable de missions d’enseignement et a organisé des séminaires dans plus de 20 pays, sur tous les continents. Il est l'auteur de plus de 500 publications.

## Chercheur
- À l'Inserm (Institut national de la santé et de la recherche médicale).
- Au département de résistance aux antimicrobiens de l'Institut Pasteur de 1963 à 1973 avec le professeur Yves Chabbert.
- Au laboratoire Channing, à la Faculté de médecine de Harvard à Boston en 1969.

## Fondateur
- Fondateur de l'ISID (Société internationale des maladies infectieuses (en)) en 1981.
- Cofondateur de l'APUA (Alliance pour un usage prudent des antibiotiques (en)) avec Stuart B. Levy (en) et Th. O’Brien en 1982.
- Fondateur de l'ESCMID Société européenne de microbiologie clinique et des maladies infectieuses (en)) en 1982.
- Fondateur d'EUCAST (Comité européen pour les tests de sensibilité aux antibiotiques (en)) avec le Pr. I. Philipps en 1997.
- Fondateur de l'IMED (International Meeting for Emerging Diseases), société mixte pour la rencontre de médecins, vétérinaires, microbiologistes, épidémiologistes en 2003.
- Cofondateur de l'AMR Think Do Tank en 2019.

## Membre
- Membre de la SFM (Société française de microbiologie) depuis 1963.
- Membre de l'ASM (Société américaine de microbiologie) depuis 1965 et Ambassadeur ASM pour la France de 2011 à 2015.
- Membre du Conseil d'hygiène publique de la Ville de Paris de 1986 à 2007.
- Membre du comité ad hoc sur les tests de sensibilité aux antibiotiques, France de 1980 à 1995.
- Président de la Société interdisciplinaire de chimiothérapie antimicrobienne France en 1987.
- Président de l'ISID de 1988 à 1990.
- Président de l'ESCMID de 1992 à 1994.
- Comité français de recommandations pour l'utilisation prudente des antibiotiques en milieu hospitalier en 1995.
- Membre élu de l'Académie américaine de microbiologie (AAM) depuis 2000.
- Co-président (avec J. Davies et F. Baquero) du colloque sur la résistance aux antibiotiques depuis 2008.

## Famille
Jacques Acar a épousé Elisabeth de Langre en 1958. Ils ont eu quatre fils - Jean Rémy, Cyril, François-Xavier et Christian -, qui leur ont donné dix petits-enfants. Jacques Acar était passionné d’histoire, de géopolitique, de théâtre, de peinture et de musique, notamment d’opéra. Doté d’une voix de baryton, il a pris des cours de chant durant de nombreuses années.